# 지방도 제451호선
지방도 제451호선은 강원특별자치도 홍천군 두촌면 철정리와 인제군 상남면 상남리를 잇는 강원특별자치도의 지방도이다.

## 역사
- 2003년 2월 15일 : 노선 폐지 및 재지정[1]
- 2018년 7월 4일 : 서울양양고속도로 건설로 인해 인제군 상남면 상남리 1.52km 구간 이설 개통, 기존 230m 구간 폐지[2]
- 2020년 1월 17일 : 지르매재터널(홍천군 두촌면 철정리 ~ 내촌면 화상대리) 3.9km 구간 신설 개통, 기존 지르매재(홍천군 두촌면 철정리 ~ 내촌면 화상대리) 5.05km 구간 폐지[3]

## 주요 경유지
- 홍천군
  - 두촌면 철정 교차로 - 철정교 - 홍천병원앞 교차로 - 맹대고개 교차로 - 지르매재터널 (880m)
  - 내촌면 지르매재터널 (880m) - 솔골 교차로 - 화상대리 - 내촌초등학교(폐교) - 답풍리 - 내촌교 - 도관리 - 서곡리 - 와야삼거리 - 와야리 - 아홉사리재
  - 서석면 아홉사리재 - 수하리

- 인제군
  - 상남면 상남리 - 미다리 - 미교교 - 방아교 - 고석평

## 중복 구간
- 홍천군 내촌면 도관리 ~ 와야삼거리 : 지방도 제408호선과 중복

## 도로명
전 구간 아홉사리로로 명명되었다.